# Клермонский собор
О здании см. Собор Клермон-Феррана

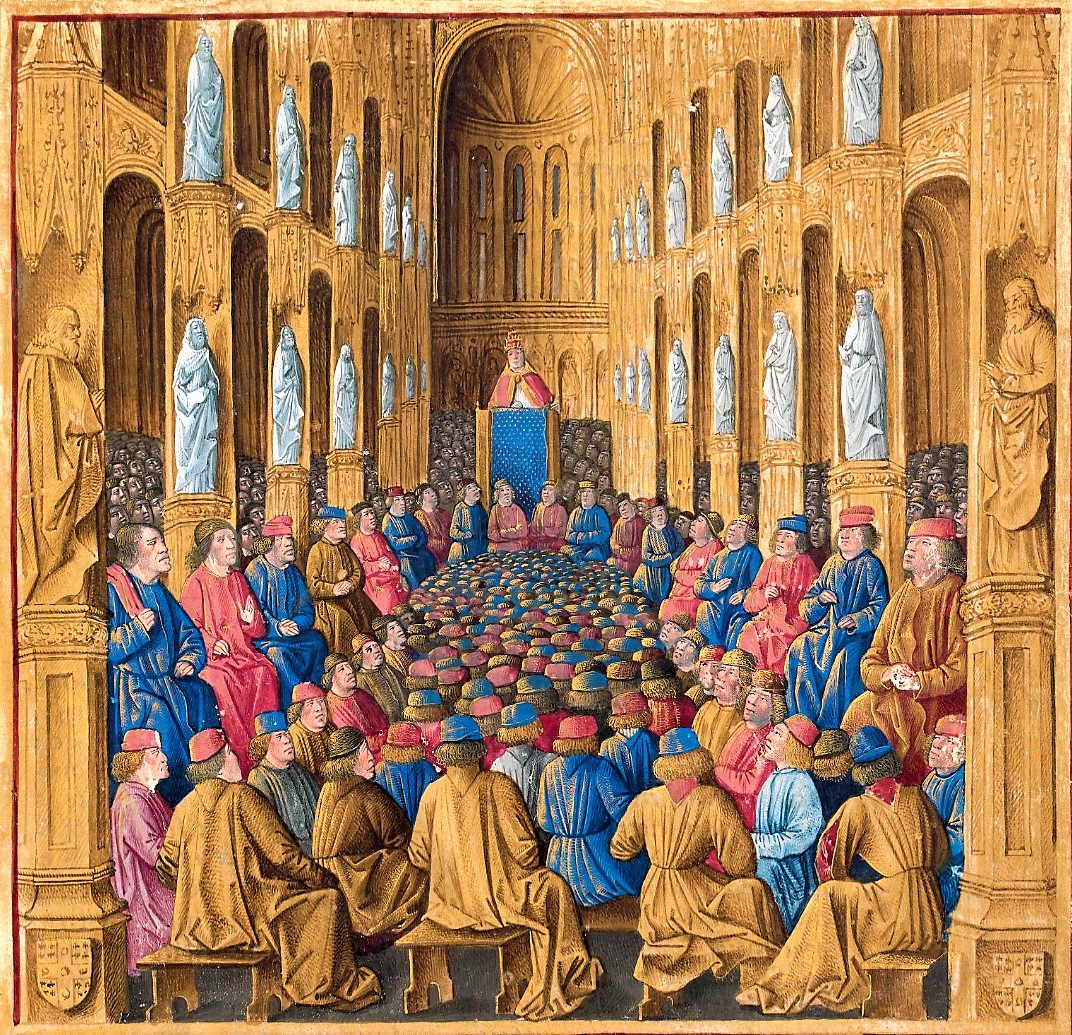
Папа Урбан II председательствует на Клермонском соборе. Миниатюра Жана Коломба из книги Себастьена Мамро «Походы французов в Утремер» (1474)

Клермонский собор — церковный собор, созванный папой римским Урбаном II во французском городе Клермон (современный Клермон-Ферран) и начавшийся 18 ноября 1095 года для решения церковно-административных и церковно-политических вопросов. На Клермонском соборе присутствовали представители католического духовенства и светские лица (преимущественно французские дворяне и рыцари). Клермонский собор подтвердил обязательность для всех христиан «Мира Божьего», отлучил от церкви короля Франции Филиппа I, вторично женившегося в 1092 году.
26 ноября 1095 года, после окончания заседаний Клермонского собора перед лицом знати и духовенства папа Урбан II произнёс страстную речь, призвав собравшихся отправиться на Восток и освободить Иерусалим от владычества мусульман, обещав участникам крестового похода отпущение грехов, освобождение от долгов и т. п. Этот призыв лёг на благодатную почву, так как идеи крестового похода уже были популярны среди народа западноевропейских государств, и поход мог организоваться в любой момент. Речь папы лишь обозначила устремления большой группы католиков в западноевропейских государствах.